# Prvić Šepurine
Prvić Šepurine is een plaats in de gemeente Vodice in de Kroatische provincie Šibenik-Knin. De plaats telt 262 inwoners (2001).